# 熨斗大廈
熨斗大廈（英語：Flatiron Building），建造時稱為福勒大廈（英語：Fuller Building），在1902年完工，當時為美國紐約市最高的大樓之一，同时也是早期摩天大楼的代表作、钢架建筑的先驱。地址為曼哈頓島第五大道175號，坐落在23街、百老匯大道和第五大道交叉的一個三角形的街區上，尖頭指向麥迪遜廣場的南邊。大樓周邊的社區稱為熨斗區。

## 建築結構
熨斗大樓是由芝加哥的建築師丹尼爾·伯恩罕設計，採用布雜藝術式建築風格。如同古典希臘柱式一樣，其石灰岩和上釉陶瓦牆面垂直方向地被分為三部分。此大樓為使用鋼骨結構建築的始祖之一，因此建築高度能達到285呎（87公尺），對於當時使用其他建法的建築來說是非常困難的。
建築尖端的部分大約只有6.5呎（2公尺）寬，但高達22層樓，285呎（87公尺）。雖然柏路大樓（1899年完工）有同樣的年齡和同樣的高度，但熨斗大樓仍被認為是曼哈頓最老的摩天大樓。
熨斗大樓的特殊形狀並不是首例，事實上它是世界上第三棟熨斗形狀的大樓，第一棟為1892年在多倫多建造的古德汉大厦，而第二棟為1897年在亞特蘭大建造的某棟大樓，以上兩棟大樓的建築大小不及熨斗大樓那樣雄偉。

## 影響
我發現我目瞪口呆地望著某一摩天大樓──熨斗大廈的船頭在午夜時分時破浪前進，駛過百老匯大道和第五大道。──赫伯特·喬治·威爾斯（1906年）

熨斗大樓的名稱來自於其三角型的街區，而他看起來就像的一個熨斗一樣，在提供資金建設此大樓的公司創立者喬治·A·福勒在逝世兩年後，被命名為福勒大樓。當時當地居民對此大樓相當不看好，甚至下賭注看大樓被風吹倒時的瓦礫能飛多遠。

## 今日的熨斗大廈
今日，熨斗大廈經常在電視廣告和記錄片裡出現，為紐約市早期著名的地標。此大廈出現在《晚間秀》的節目開場影片，以及《蜘蛛人》系列電影裡的Daily Bugle大廈，是個熱門的旅遊景點，1979年被列入國家史蹟名錄，1989年成為美國國家歷史性地標之一。然而，此大廈也是一個功能性強的辦公大樓，目前即將被德國的一家大型出版社接手設為總部。
2005年，熨斗大廈整建時，牆上貼著一幅高達15層樓的違法廣告，引來紐約市居民的反對，引起紐約市建築部的注意並介入此反對事件，最後要求大廈持有人拆除廣告。

## 圖片集

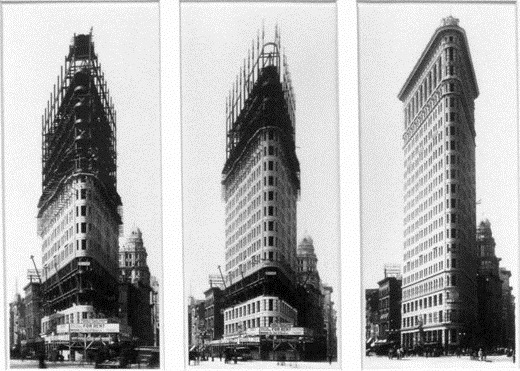
建造中的熨斗大廈
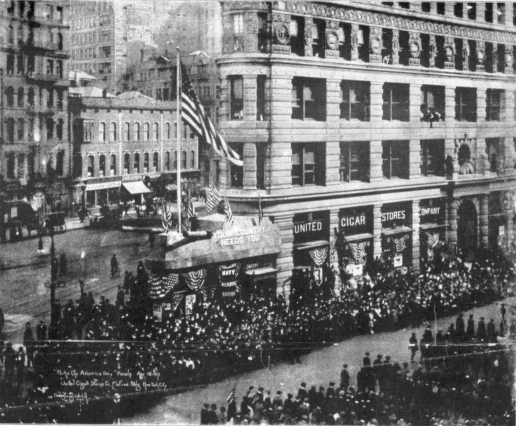
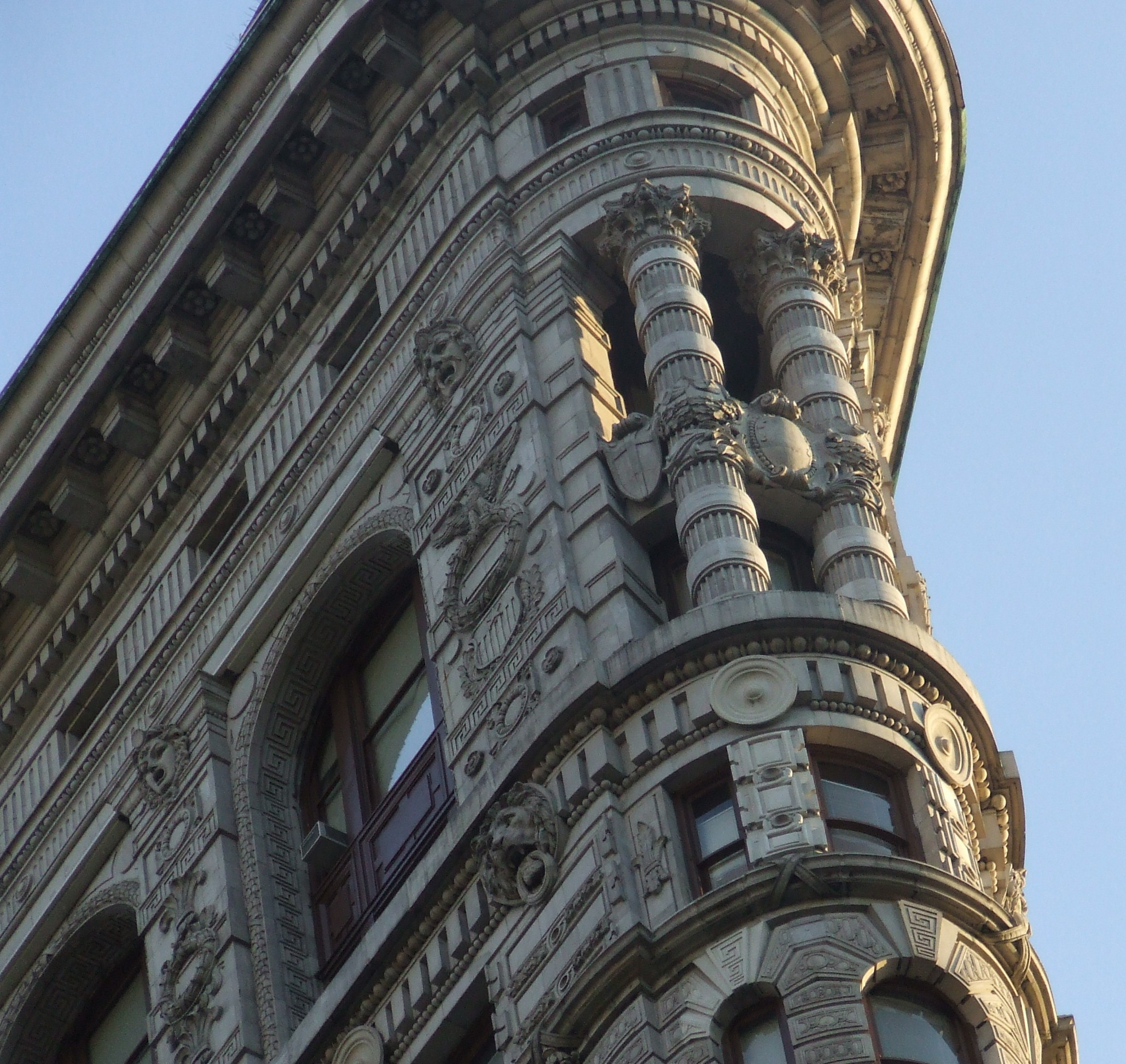
熨斗大廈的近照
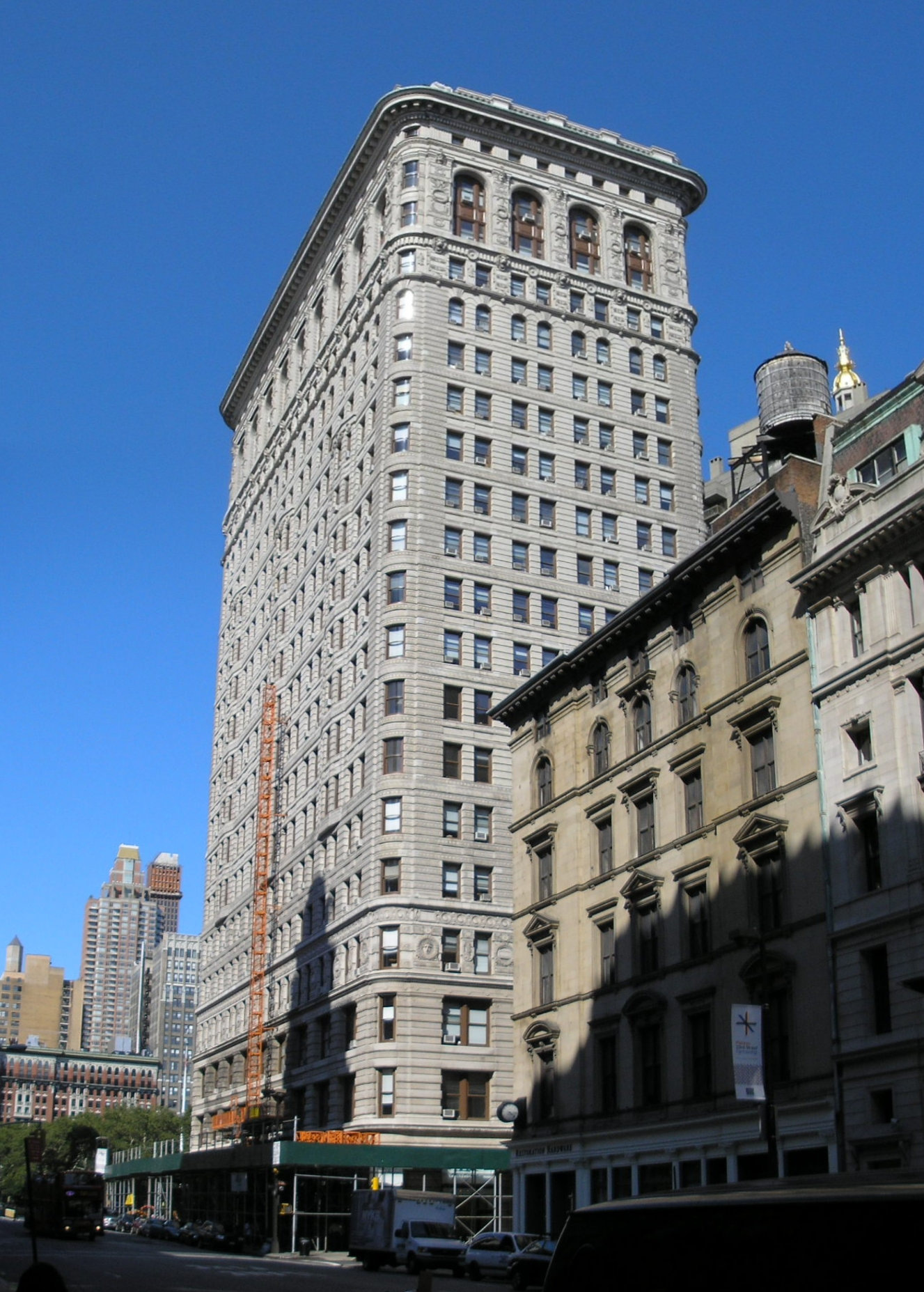
從後側角度拍攝
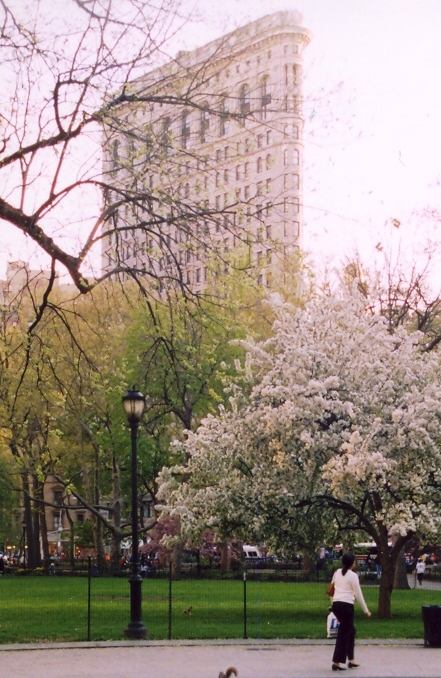
從麥迪遜廣場公園角度拍攝

## 外部連結
- 熨斗大廈圖片 （页面存档备份，存于）在nyc-architecture.com的頁面
- 熨斗大廈圖片

40°44′28″N 73°59′23″W / 40.74111°N 73.98972°W